# Торунарига, Джордан
Джордан Торунарига (нем. Jordan Torunarigha; род. 7 августа 1997[…], Хемниц) — нигерийский и немецкий футболист, защитник клуба «Гамбург» и сборной Нигерии. Участник летних Олимпийских игр 2020 в Токио.
Отец — нигерийский футболист Ожокожо Торунарига.

## Клубная карьера
Воспитанник клубов «Кемницер» и берлинской «Герты». 4 февраля 2017 года в матче против «Ингольштадт 04» дебютировал в Бундеслиге за "Герту", заменив Ведада Ибишевича во втором тайме. 13 мая в поединке против «Дармштадт 98» забил свой первый гол.
В январе 2022 года перешел в бельгийский «Гент» на правах аренды.

## Международная карьера
В 2017 году в составе молодёжной сборной Германии Торунарига принял участие в молодёжном чемпионате мира в Южной Корее. Сыграл в матчах против команд Мексики, Вануату и Замбии.
В 2021 году в составе олимпийской сборной Германии Торунарига принял участие в летних Олимпийских играх 2020 в Токио. На турнире он сыграл в матчах против команд Бразилии, Саудовской Аравии и Кот-д’Ивуара.